# Louis Sauvage
'Louis Sauvage' est un cultivar de rosier-liane obtenu en France en 1914 par Eugène Turbat. Il s'agit d'un hybride de Rosa wichuraiana x Rosa multiflora.

## Description
'Louis Sauvage' est un rosier-liane qui dépasse les 5 mètres ou formant un très haut buisson presque inerme. Ses fleurs doubles (17 à 25 pétales) sont d'un rose pourpre virant au mauve. Non remontant, ce rosier fleurit longtemps en grappes abondamment à la fin du printemps et au début de l'été. 
Sa zone de rusticité est de 6b à 9b ; ce rosier résiste donc aux hivers froids. On peut l'admirer à Orléans à la roseraie Jean-Dupont, conservatoire des roses orléanaises, ou encore en Normandie à la roseraie de Notre-Dame-de-Bondeville. 
Il est très résistant aux maladies.